# Дуглас Александер
Дуглас Гарвен Александер (англ. Douglas Garven Alexander; нар. 26 жовтня 1967, Глазго, Шотландія) — британський політик-лейборист, міністр міжнародного розвитку Великої Британії з 2007 до 2010 року. Колишній міністр транспорту і міністр у справах Шотландії (2006–2007). Починав політичну кар'єру як радник Гордона Брауна, вперше був обраний до парламенту у 1997 році, з 2001 року обіймав різні посади в уряді.
З 2011 — тіньовий Міністр закордонних справ Великої Британії. У 2015 році він сенсаційно програв вибори 20 річній студентці Мері Блек і не зміг потрапити до парламенту.